# Agathangelos (Scholarios)
Agathangelos (rodné příjmení: Gavriilidis poté Scholarios; 1818, Manisa – 26. dubna 1893, Konstantinopol) byl řecký duchovní Konstantinopolského patriarchátu a metropolita efezský.

## Život
Narodil se roku 1818 v Manise. Jeho otec pocházel z ostrova Sifnos a matka z ostrova Serifos.
Roku 1836 byl metropolitou efezským Anthimem (Ioannidisem) rukopoložen na diákona.
Poté, co se metropolita Anthimos stal patriarchou, roku 1847 ho jmenoval archidiákonem. Poté byl rukopoložen na jereje a postřižen na monacha.
V květnu 1848 jej Svatý synod Konstantinopolského patriarchátu zvolen metropolitou zvornickým.
Roku 1852 byla katedra přenesena ze Zvorniku do Tuzly a poté se eparchie začala nazývat metropolie zvornicko-tuzlanská. V dokumentech patriarchátu však zůstal původní název.
Věnoval se duchovní výuce. Novým kněžím nařizoval učit katechismus především děti.
Dne 13. května 1861 byl jmenován metropolitou filippijským, dramským a zichnijským a 25. května 1872 metropolitou efezským.
Byl několikrát členem Svatého synodu a dvakrát patriarchálním "locum tenens"; roku 1878 a 1884.
Zemřel 26. dubna 1893 v Konstantinopoli.